# フランツ・ベッケンバウアー
フランツ・アントン・ベッケンバウアー（Franz Anton Beckenbauer、1945年9月11日–2024年1月7日）は、ドイツ（旧西ドイツ）のサッカー選手、サッカー監督。ドイツサッカー連盟副会長、2009年よりFCバイエルン・ミュンヘンの名誉会長、2006 FIFAワールドカップドイツ大会では組織委員長を務めた。現役時代はリベロシステムを確立させ名声を得た。

## 概要
背筋を伸ばし、常に冷静沈着で、DFながらエレガントなプレーでチームを統率し、ユーティリティープレイヤーとしても見事なリーダーシップを発揮し、ピッチ上で味方の選手達を操る姿と、『神よ、皇帝フランツを守り給え』に詠われたオーストリア皇帝フランツ1世（最後の神聖ローマ皇帝フランツ2世）と同じファーストネームであることから、「皇帝（ドイツ語: der Kaiser）」と呼ばれ、サッカー史上最も偉大な選手の1人とみなされている。

## 生い立ち
1945年9月11日、第二次世界大戦終結直後に南ドイツのミュンヘン東南部にあるギーシングで生まれる。郵便局員を務める父親は厳格な人物だった。物心ついたころから5歳上の兄や近所の子供たちと共に路地や空き地などでストリートサッカーに興じて技術を磨いた。また、母親はそんな息子を可愛がってフランツル（小さなフランツ）と呼んでいた。
1954年、8歳の時にSCミュンヘン1906の下部組織に入団して本格的にサッカーを始める。当時のポジションは左ウイングで、後にセンターフォワードを任せられるようになった。憧れの選手はフリッツ・ヴァルター（ワールドカップ・スイス大会優勝時の主将）、地元のギーシング地区に本拠地をおくサッカークラブTSV1860ミュンヘンを応援するサッカー少年だった。SCミュンヘン1906で5年間を過ごしたが、クラブの財政事情により育成年代のチームを維持できなくなったことを知るとチームメイトと共に1860ミュンヘンへ移籍することを考えるようになる。
1958年夏、SCミュンヘン1906での最後の試合としてミュンヘン近郊のノイビベルクで開催された14歳以下(U-14)大会に出場し決勝進出、決勝の相手は1860ミュンヘンとなった。この試合にてベッケンバウアーを警戒する相手選手との小競り合いの末に相手から平手打ちを受けるという事件が起こった。これをきっかけにファンだった1860ミュンヘンではなく、同じバイエルンのシュヴァービング地区を本拠地とするバイエルン・ミュンヘンの下部組織に入団することを決意した。ベッケンバウアーは、ここでもセンターフォワードを務め、入団最初のシーズンで100近い得点を記録した。
1960年、14歳でギムナジウム（中等教育機関）を卒業後、保険会社のアリアンツに就職。社会人として生活を送る一方で引き続きバイエルンの下部組織でサッカーを学び、18歳の頃にはバイエルン州選抜や西ドイツユース代表に選出される。ユース代表では監督のデットマール・クラマーの下で公私共に指導を受けた。

## 選手経歴

### クラブ

#### 1960年代

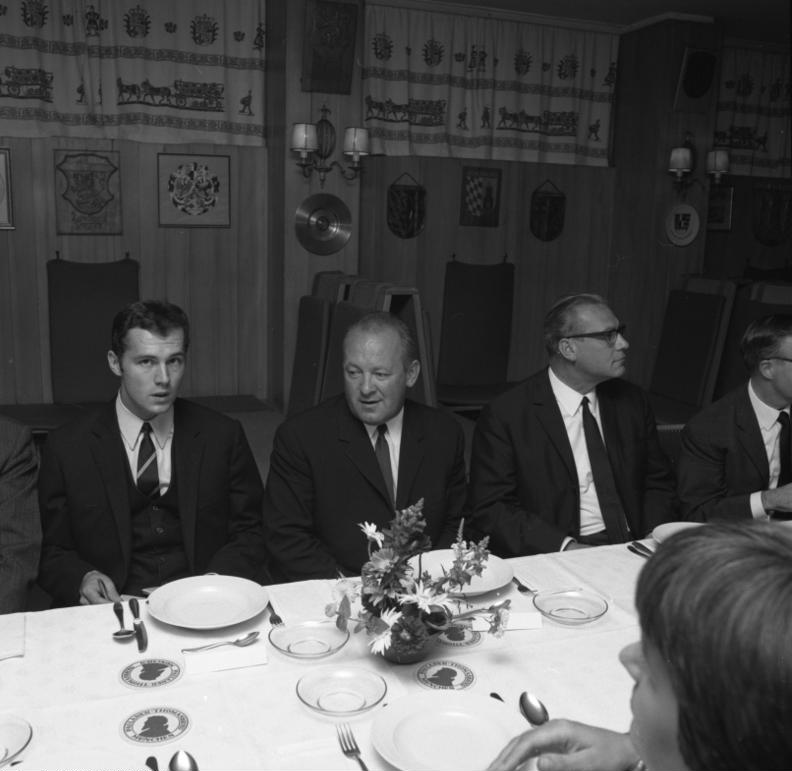
1967年のベッケンバウアー（左側の人物）

1964年、バイエルン・ミュンヘンの会長を務めるヴィルヘルム・ノイデッカーの推薦もあってトップチームに昇格しプロ契約を締結。しかし少年時代から選手としての優れた資質を発揮する一方で未熟な体躯であったことから、指導者からは「素質はあるがファイターではない」と評されていた。
ベッケンバウアーがバイエルンのトップチームに昇格した当時、クラブは中堅クラスの実力を有していたが、最上位リーグであるブンデスリーガに所属するトップレベルのクラブとの実力差は歴然としていた。また同じ都市を本拠地とする1860ミュンヘンというライバルクラブが大衆的なクラブとして人気を得ており、先にブンデスリーガ入りを果たしていたことや西ドイツ代表選手を数人有していたこともあり実力の面でも差を付けられていた。
監督のズラトコ・チャイコフスキはベッケンバウアーに「君はクルップ社のような鉄になれる素材だが、今は生クリームのようだ。それでは、いくら優れたボールテクニックを身に付けていても何の意味もない」と評し、フィジカルを向上させるための様々なトレーニングを課して、選手としての成長を促した。チャイコフスキーはベッケンバウアーの他にもGKのゼップ・マイヤーやFWのゲルト・ミュラーといった10代の有望な若手選手を育成し後の成功に至る基盤を築くことになった。
同年6月6日、1963-64シーズンブンデスリーガ昇格ラウンド第3節のFCザンクト・パウリ戦でトップチームにデビュー。ベッケンバウアーは左ウイングとしてスタメン出場を果たし4-0と勝利を収めデビュー戦を飾った。
同年9月、1964-65シーズンレギオナルリーガ南部開幕戦のMTVインゴルシュタット戦でリーグ初得点を記録すると、その後はポジションをフォワードから中盤に下げ、マイヤーやミュラーらと共にブンデスリーガ1部昇格に貢献。昇格初年度の1966年にはDFBポカールを制すると翌年も連覇。1966-67シーズンにはUEFAカップウィナーズカップ優勝、1968-69シーズンにはブンデスリーガ初優勝に貢献した。ベッケンバウアーの貢献度の高さからファンからはバイエルンミュンヘンの事を「FCベッケンバウアー」、イギリスのサッカージャーナリストからは「ベッケンバウアー株式会社」と呼ぶようになった。

#### 1970年代
1970年代に入るとドイツ国内ではヘネス・バイスバイラーが監督を務めるボルシア・メンヒェングラートバッハ（以下ボルシアMG）との2強時代に突入した。ベッケンバウアー擁するバイエルンは、ギュンター・ネッツァーやベルティ・フォクツらといった選手を擁して攻撃的なサッカースタイルを標榜したボルシアMGとの間で鎬（しのぎ）を削ったが、1971-72シーズンからリーグ3連覇。国際舞台においても1972-73シーズンからUEFAチャンピオンズリーグ3連覇を達成。1976年のインターコンチネンタルカップ優勝などの実績を残した。自身も西ドイツ代表での活躍もあってバロンドール受賞2回（1972年、1976年）、ドイツ年間最優秀選手賞を4回（1966年、1968年、1974年、1976年）を受賞した。
1977年5月、北米サッカーリーグのニューヨーク・コスモスへ移籍。同年限りでの引退を表明していたペレの後継者を探していたコスモス側からのオファーを受けたもので、契約期間は4年、移籍金は250万ドル（当時の金額）とも言われた。コスモスではリベロではなく中盤でプレーをし、同年のサッカーボウル（北米リーグチャンピオン決定戦）で優勝。選手投票によるリーグMVPにはペレを抑えベッケンバウアーが選出された。ペレの引退もあって翌年は優勝を逃したものの、1979年と1980年にはサッカーボウル連覇を果たし米国での人気を不動のものとした。一方でアメリカの競技場の人工芝の堅いピッチは柔らかい天然芝のピッチに馴染んでいたベッケンバウアーの肉体を徐々に蝕んでいった。

#### 1980年代
1980年、ハンブルガーSV へ移籍。同年11月15日のVfBシュトゥットガルト戦でブンデスリーガ復帰を果たすとリーグ通算18試合に出場し往年のテクニックを披露した。しかし翌1981-82シーズンはチームはブンデスリーガ優勝を果たしたものの、ベッケンバウアー自身は、アキレス腱断裂などの度重なる怪我に苦しみ、治療の為に試合出場がかなわない状態だった。ここでトップレベルでのプレーが出来ないと判断しハンブルクからの退団を決意。1982年7月1日、ハンブルクのフォルクスパルクシュタディオンで行われた西ドイツ代表対ハンブルガーSVによる「ベッケンバウアー感謝試合」では前半は西ドイツ、後半はハンブルクの選手としてプレー。試合は4-2で西ドイツが勝利を収めベッケンバウアーはドイツのファンに別れを告げた。また、この試合に先立ち西ドイツサッカー連盟のヘルマン・ノイベルガー会長から代表チーム名誉キャプテンの称号が贈られた。
1983年、再びニューヨーク・コスモスへ移籍。サッカーボウルで準々決勝ラウンドで敗退すると、このシーズン限りで現役引退を表明した。

### 西ドイツ代表

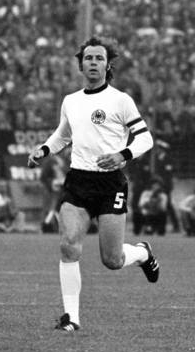
1974 FIFAワールドカップ、東ドイツ戦でのベッケンバウアー

1965年、西ドイツ代表に招集。同年9月26日、敵地のストックホルムで行われたワールドカップ・イングランド大会出場をかけたスウェーデン戦で代表デビューを飾る。この試合で2-1での勝利を収め本大会出場に貢献したベッケンバウアーはヘルムート・シェーン監督の下でレギュラーに定着していった。
1966年、ワールドカップ・イングランド大会出場。ベッケンバウアーは20歳で迎えた初のワールドカップの舞台にて中盤の要としてゲームをコントロールすると共に得点を重ね、グループリーグ初戦のスイス戦で2得点、準々決勝のウルグアイ戦と準決勝のソビエト連邦戦でそれぞれ1得点の合計4得点を挙げる活躍で決勝進出に貢献。決勝戦は地元イングランドとの対戦となり、この試合でベッケンバウアーはイングランドのエースのボビー・チャールトンのマンマークを担当。チャールトンを封じる事には成功したものの、延長戦の末に2-4で敗れ準優勝。この結果に専門家からは「チャールトンを封じることに囚われ、ベッケンバウアー本来の攻撃面を発揮する事が出来なかった。西ドイツの作戦ミスなのではないか」との批判を受けた。
1968年6月1日、ハノーファーで行われたイングランドとの親善試合。イングランドとは2年前のワールドカップ決勝で対戦した因縁の相手であり、1908年以来、0勝2分10敗と大きく負け越すなど苦手意識を抱えていた。この試合でベッケンバウアーは82分に決勝点を決めサッカーの母国に対し初勝利を収めると共に長年の苦手意識を払拭した。
1970年、2度目のワールドカップとなったワールドカップ・メキシコ大会では準々決勝で前回優勝国のイングランドを延長戦の末に3-2で下し2大会連続の準決勝進出。準決勝のイタリア戦は追いつ追われつの試合展開で、延長戦の末に3-4で競り負けたがサッカーファンからは世紀の一戦（Game of the Century）と評された。ベッケンバウアーはこの試合途中に右肩を脱臼したが交代枠が残っていなかったため、右肩から右腕をテーピングで固定した状態でプレーし続ける。ダイビングヘッドでクリアをするなど気迫を見せたが、決勝進出には手が届かなかった。
1971年4月25日、トルコ戦において26歳で西ドイツ代表のキャプテンに就任。また所属クラブとは異なり代表チームでは中盤でプレーする機会が多かったが、この時期からリベロとしてプレーをするようになった。
1972年、UEFA欧州選手権1972準々決勝ラウンドでイングランドを相手に敵地で完勝し本大会進出に導くと、ベルギーで開催された本大会では準決勝で地元ベルギーを2-1、決勝ではソビエト連邦を3-0で下し大会初優勝。この時のリベロを務めるベッケンバウアーとゲームメーカーを務めるネッツァーのコンビネーションや流れるようなパスワーク、選手個々の身体能力とラテン系を彷彿とさせるテクニックを融合したサッカーを披露した事から「夢のチーム」と称えられた。
1973年11月24日、シュトゥットガルトで行われたスペイン戦においてウーヴェ・ゼーラーの持つ西ドイツ代表通算最多出場記録（73試合）を更新（試合は2-1で西ドイツの勝利）。

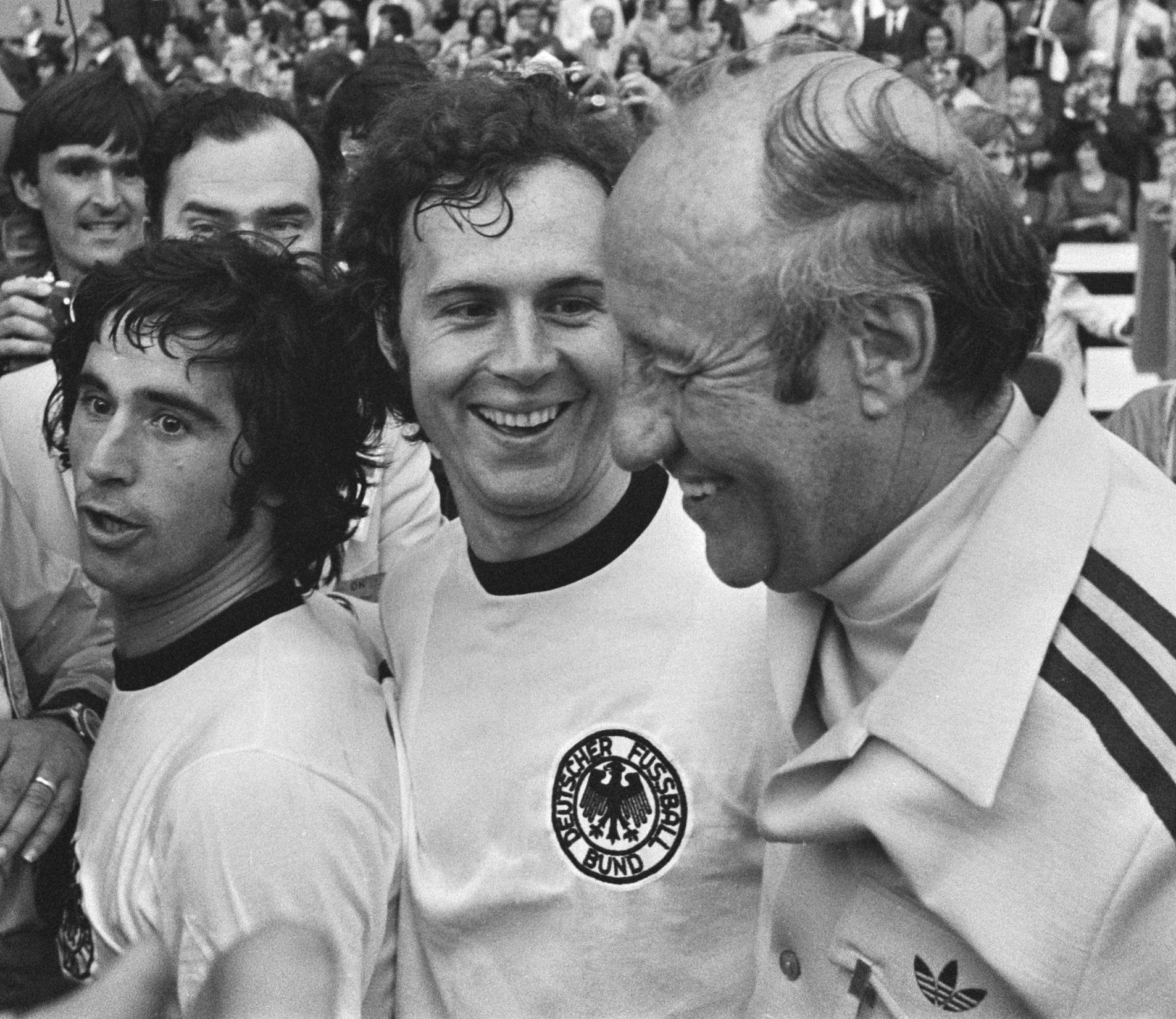
ワールドカップで優勝し歓喜するベッケンバウアー（中央）。右隣は監督のヘルムート・シェーン。左隣はゲルト・ミュラー

1974年、3度目のワールドカップ出場となったワールドカップ・西ドイツ大会では地元開催の重圧からグループリーグ第3戦の東ドイツ戦を0-1で落すなど苦境に立たされた。この敗戦の後、チームを立て直すべくベッケンバウアーはリーダーシップを発揮しシェーン監督との二頭体制でチームの修正を図る。調子の上がらないネッツァーに代わってヴォルフガング・オヴェラートを中盤の核とすることや、ベルント・ヘルツェンバインやライナー・ボンホフの起用を進言するなど、チームの再編成に着手した。そして2次リーグを3戦全勝で突破し決勝進出に導くと決勝戦ではヨハン・クライフの率いるオランダを2-1で下し、1954年大会以来となる2度目のワールドカップ制覇を成し遂げた。
1976年、UEFA欧州選手権1976では予選ラウンドを突破し、ユーゴスラビアで開催された本大会に出場。地元のユーゴスラビアを退け2大会連続の決勝進出に導くが、決勝戦ではダークホースのチェコスロバキアにPK戦の末に敗れ準優勝に終わった。この試合で西ドイツ代表選手として初の100試合出場を達成したベッケンバウアーは、1977年2月23日のフランス戦（試合は0-1で西ドイツの敗戦）で代表から退くまで国際Aマッチ103試合に出場し14得点を記録し、50試合でキャプテンを務めた。西ドイツ代表での戦績は69勝18分18敗。代表通算出場記録は後にローター・マテウスによって塗り替えられるまで、ドイツ歴代最多記録だった。
なお1978年のワールドカップ・アルゼンチン大会と1982年のワールドカップ・スペイン大会でも招集される可能性が残されていた。1978年大会は所属するニューヨーク・コスモス側の「ワールドカップ期間中のみの参加を認める」意見と「直前のテストマッチや合宿への参加」を要請するドイツサッカー連盟との意見は真っ向から対立し、再度両者間で交渉を試みるも決裂したため参加を断念。1982年大会は度重なる怪我の影響もあって出場を断念した。

## 引退後経歴

### 監督

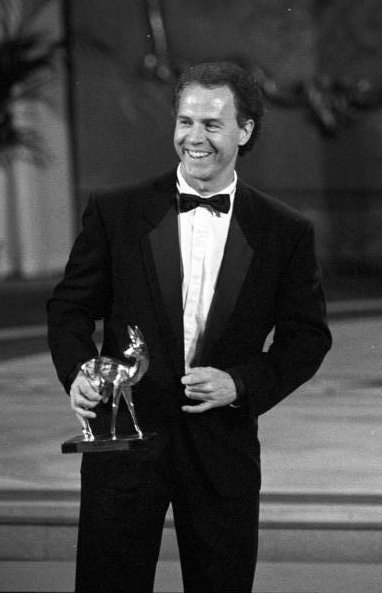
西ドイツ代表監督時代のベッケンバウアー

1984年7月14日、西ドイツ代表監督に就任。同年6月に行われたUEFA欧州選手権1984ではグループリーグ敗退した責任を取り、監督のユップ・デアヴァルが辞任した事を受けてのものだった。ベッケンバウアー自身は当時、監督のライセンスを取得していないため「チームシェフ（統轄責任者）」という肩書きで代表チームを指揮する事となり（監督ライセンス所持者が正式に就任した場合は「監督（ブンデストレーナー）」となる）、アシスタントコーチをホルスト・ケッペルが務めることになった。しかし当時の西ドイツ代表を取り巻く評価は概ね低く、4年前のワールドカップ・スペイン大会では結果的に準優勝に終わったが、グループリーグ初戦のアルジェリア（1-2で敗退）、同最終戦のオーストリア戦（1-0で勝利したものの、談合が行われたとの批判を受けた）で失態を演じて以来、国民からの信頼は地に落ちていた。「回復の見込みのない病人を治す魔術師のような役割を期待されての監督就任」と見做されていた。
同年9月12日、デュッセルドルフで行われたアルゼンチンとの親善試合が監督として初采配となったが、この試合を1-2で落とす。翌1985年にかけて行われたワールドカップ・メキシコ大会予選では苦戦を続けながらも、かろうじて本大会出場を果たした。
1986年、ワールドカップ・メキシコ大会前の下馬評は低く、エースのカール＝ハインツ・ルンメニゲは負傷を抱え、メディアでは代表合宿での選手間の対立が盛んに報じられた。かつての同僚であるパウル・ブライトナーからは「ベッケンバウアーは茨の道を進もうとしている」と辛らつな評価をされていたが、ベッケンバウアーはベテランを中心とし、芸術家タイプの選手を廃し労働者タイプの選手を多く重用したことが功を奏し準優勝に導いた。ドイツのメディアは、この時の選手達の見せたプレーを「素朴なサッカーへの回帰」と呼んだ。
メキシコ大会後はそれまで代表を支えていたルンメニゲらが退き、世代交代が進んだ。中盤のローター・マテウス、左ウイングバックのアンドレアス・ブレーメらの中堅を軸にユルゲン・クリンスマン、トーマス・ヘスラー、ユルゲン・コーラーらが新たに加わった代表チームを率いて地元開催となった1988年のUEFA欧州選手権1988ではベスト4。
1990年6月のワールドカップ・イタリア大会では前回大会の決勝で敗れたアルゼンチンを退け3度目の優勝に導き、選手と監督してワールドカップ制覇を経験することになった。なお選手と監督双方でワールドカップ制覇を経験したのはブラジルのマリオ・ザガロに次いで2人目となった。
同年8月、フランスのオリンピック・マルセイユのスポーツディレクターに就任した。契約金は300万マルク（約2億8000万円）。これはベッケンバウアー自身がアディダスとの長いつながりがあったことと、マルセイユの会長を当時務めていたベルナール・タピがアディダスの経営権を握っていた縁によるものだった。当初、ベッケンバウアーはタピの「マルセイユを世界一のクラブにする」計画に興味を持ち、西ドイツ代表時代にコーチを務めたホルガー・オジェックと共にチームに参加したが、就任から2週間後に監督のジェラール・ジリが辞任したことを受けて1990-91シーズン途中の同年9月に監督に就任した。なおジリは1988年から監督を務めリーグ2連覇、1990-91シーズンも開幕から負けなしで首位に立っていた。ベッケンバウアーの初采配は第10節のASカンヌ戦となったが0-1で敗戦。サポーターからは非難のブーイングと前任のジリを求めるコールが鳴り響いた。
マルセイユの監督就任に関して、当初からメディアでは「個人の自由を尊重し主張するフランスに規律と厳格さを求めるドイツ式のやり方はあわない」「西ドイツを優勝に導いた人物には危険な賭けである」と評されていた。またクラブの周囲では八百長疑惑にまつわる噂が広まっており、後に自著の中で「よく考えもせずに、いつのまにかチームに加わっていた」と振り返るように、マルセイユでの仕事に対し情熱を失っていった。翌1991年1月にベルギー人のレイモン・ゲタルスに監督の座を譲り、スポーツディレクターに復帰。シーズン終了後にマルセイユを退団した。

### その後
1991年11月に古巣のバイエルン・ミュンヘンの副会長に就任。1994年には同クラブの会長に就任。一方で1993年12月28日から翌1994年6月30日までエーリッヒ・リベックの後任としてバイエルンの代理監督を務め、1993-94シーズンのブンデスリーガ優勝。1996年4月29日から6月30日までオットー・レーハーゲルの後任としてバイエルンの代理監督を務めUEFAカップ優勝に導いた。また2002年からは同クラブの監査委員会役員長も務めた。
1998年、ドイツサッカー連盟副会長に就任すると、地元ドイツへのワールドカップ（W杯と略）招致に成功。2000年に2006 FIFAワールドカップ組織委員会委員長に就任した。ベッケンバウアーにとって、選手として3回、監督として2回、W杯組織委員会（開催国の組織委員会）委員長として1回の計6度目のワールドカップであった。ドイツ国内的にはスタジアムを一新し、新時代のサッカーに備えることが第一目的だった。対外的には、2006年ドイツW杯を笑顔にあふれる大会にしたいとの思いから、W杯史上初めて公式マークに「笑顔」を使った（06の文字が笑顔になっている）。W杯ごとに高騰し続けていた入場券を買いやすい値段にしたほか、ホテルも、値上がりを抑えるよう最大限の努力をした。鉄道会社からの全面的な支援を受け、観戦客が安くドイツ中を旅行できるようにした。献身的な働きにより、2006年ドイツワールドカップ本大会は成功を収めた。
2005年3月、国際サッカー連盟(FIFA)会長選挙ならびに欧州サッカー連盟(UEFA)会長選挙に出馬する噂が報じられた。FIFA会長選挙については現職のジョセフ・ブラッターが適任であるとして早々に噂を否定したが、UEFA会長選挙については現職のレナート・ヨハンソンが再選を狙わないことを条件に関心があることを示唆した。ベッケンバウアーは最終的に立候補を辞退した。
2009年11月27日、バイエルン・ミュンヘンの会長職を退任し、名誉会長に就任した。後任には同クラブのスポーツ・ディレクターを務めていたウリ・ヘーネスが就任した。また、同クラブの代表取締役を務めるカール＝ハインツ・ルンメニゲから同クラブの名誉主将に任命することが発表された。
2010年3月、「これからは家族と一緒の時間を増やしたい」との理由からFIFA理事を退任した。
2015年、2006年ワールドカップ・ドイツ大会招致運動で多額の贈賄工作が行われたことが露見すると、ベッケンバウアー本人とその代理人が深く関わっていた疑惑が浮上した。横領、背任、マネーロンダリングの疑いにより、スイス司法当局によって自宅の家宅捜索も行われ起訴された。
2024年1月7日、ザルツブルグで家族に看取られ、死去。78歳没。追悼式が同月19日、長く在籍した強豪クラブ、バイエルン・ミュンヘンの競技場で行われた。
同年12月8日、2024年の年次総会にてバイエルン・ミュンヘンはベッケンバウアーが現役時代に着用していた背番号5番を永久欠番にすると発表した。
同月24日、ドイツサッカーリーグ機構(DFL)はベッケンバウアー氏に敬意を表し、2025-26シーズンよりDFLスーパーカップの名称にベッケンバウアー氏の名前を冠し、同大会の名称がフランツ・ベッケンバウアー・スーパーカップとなることを発表した。

## 人物

### プレースタイル
ベッケンバウアーという選手をリベロ・システム抜きに語ることは出来ない。いわば「攻撃に参加するスイーパー」であるこのポジションは、「ディフェンダーは守備の専門」という従来の概念を覆すことになった。イタリアのカテナチオにおけるスイーパーの役割はDFラインから一列下がり相手の攻撃の芽を摘み取る役割に徹していた。さらにそもそもイタリアの「リベロ」という言葉自体が単に「マーク相手をもたず、守備ラインの背後に位置するDF」という意味だった。そのリベロを「自由に攻撃するDF」というイメージに変えてしまったのだった。ベッケンバウアーが確立したリベロ・システムは、そのDFライン後方の深い位置から効果的なパスを繰り出すなど攻撃の起点となり、また機を見て前線に攻め上がり決定的なパスを通すなど得点機に絡んだ。
DFの攻撃参加自体は既に1960年代頃からイタリアのジャチント・ファッケッティによりなされていた。厳密にはファケッティのポジションは中央ではなくサイドバックだったが、ベッケンバウアーは中央に位置するスイーパーにも出来ないはずがないと、ファケッティの攻撃的なスタイルに触発された結果が攻撃的なスイーパー＝リベロの誕生へと繋がった。
ベッケンバウアーは少年時代にセンターフォワードを務めていたが、所属するバイエルン・ミュンヘンの下部組織は、戦術で雁字搦めにすることなく伸び伸びとプレーをさせていた。ある試合でストッパーの役割を任せられたベッケンバウアーは、守備だけには飽き足らず力を持て余すと、機を見てゴール前に攻めあがって得点を決めてしまうこともあった。その後もストッパーの役割だけに留まらず中盤に上がれば効果的なパスを繰り出し、前線に攻めあがることを繰り返したという。こうした行動はDFは守備の専門家という定石を無視したものであったが、後に「君のプレーは全ての指導法に反するものだが、そのまま続けなさい」と認められそのままプレーを続けた。自身が確立させるリベロ・システムの原型や選手としてのユーティリティー性は少年時代から培われていたのだった。

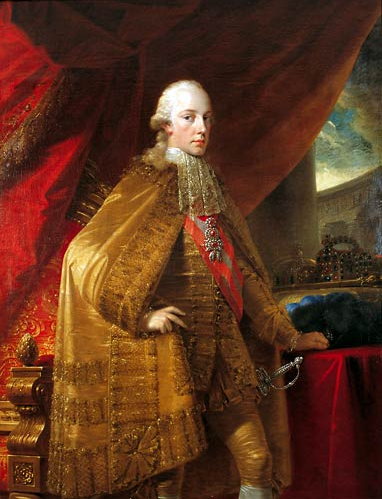
愛称の由来とされる神聖ローマ皇帝フランツ2世。

### 皇帝
「皇帝」の愛称の由来については、「親善試合でオーストリアを訪れた際に、カメラマンの依頼により神聖ローマ皇帝フランツ2世（オーストリア皇帝フランツ1世）の銅像と並んで記念撮影を撮った。これがきっかけとなり「フランツ皇帝」「皇帝」と呼ばれるようになった」という説が知られている。
この他には「1969年6月14日に行われたDFBポカール決勝のシャルケ04戦の際に、相手のエースであるラインハルト・リブダにファウルを犯した。このためシャルケのサポーターから激しいブーイングを浴びせられが、試合が中断した数十秒の間、ベッケンバウアーはブーイングをものともせず悠然とリフティングを続けたという。その時の姿が記者の印象に残り、対戦相手のエースだったリブダが「ヴェストファーレンの王」と呼ばれていたことにちなみ「バイエルンの皇帝」と名づけた」という説がある。

### 私生活
ベッケンバウアーは3度の結婚歴があり5人の子供がいる。ギムナジウムを卒業後、保険会社に就職をしたベッケンバウアーは17歳の時に当時交際していた保険会社の同僚の女性との間に子供が生まれたが、この女性とは暫くして別れ、2人の間に生まれた子供は後にベッケンバウアーが引き取って育てることになった。ベッケンバウアーは当時、西ドイツユース代表に選ばれていたが「ユース代表選手に子供がいる」ということが前代未聞だとしてドイツ・サッカー連盟や教育者の間で論議の的となった。当時、ユース代表の監督だったデットマール・クラマーは、ベッケンバウアーを擁護するために奔走し、クラマーがベッケンバウアーの教育係となることで、周囲を納得させ批判を抑える形となった。
1966年、最初の妻と結婚し2人の息子が生まれた。そのうちの一人のシュテファンは元サッカー選手で1990年代まで現役を続けていたが大成することはなかった。引退後は指導者に転じバイエルン・ミュンヘンの下部組織のコーチを務めていたが、脳腫瘍を患い長い闘病生活の末に2015年7月31日に46歳で死去した。
1977年1月、収入の一部をスイスの銀行に預金していたことが所得隠しであったとして問題となり、税務署の家宅捜査を受けることになった。この問題は西ドイツの連邦議会でも取り上げられ、またこの騒動に端を発しマスコミからは連日のようにゴシップ報道、パッシング報道が行われるようになると、同年5月こうした騒動を避けるように北米リーグのニューヨーク・コスモスへ移籍した。妻とはこの一連の騒動がきっかけとなって別居生活に入り1990年1月に離婚した。
1982年にオーストリア・チロル州に移住すると、1990年4月にドイツサッカー連盟に勤務していた女性と2度目の結婚し1990年代前半にはオーストリア国籍を取得したが、2004年11月に離婚した。
2006年6月23日にバイエルン・ミュンヘンで秘書をしていた21歳年下の女性と結婚した。ベッケンバウアーにとっては、これが3度目の結婚となった。彼女との間には既に2児をもうけていたが、地元ドイツでのFIFAワールドカップの開催期間中であるにもかかわらず大急ぎで結婚式を挙げた。結婚式当時、女性は40歳でありベッケンバウアーは61歳であった。

### 評価
ペレ、マラドーナ、クライフなどと共に20世紀を代表するスター選手の一人である。1999年、国際サッカー歴史統計連盟が選出した20世紀世界最優秀選手では3位、同年にイギリスのワールドサッカー誌が選出した20世紀で最も偉大な選手トップ100では4位に選ばれている。
クラマーはベッケンバウアーが選手を引退する際に「彼は他のスポーツをプレーしたとしても頂点に立つことが出来る人物だ。テニス選手になっていたら、ウィンブルドン選手権を制していただろう」と発言している。
礼儀正しい人柄や選手や監督としての実績もあり、ドイツ国内では神格化された存在となっている。そのため、女性問題などが問題となっても、大きく評価を落すことはないという。

## 影響
ベッケンバウアーの引退後は彼に代わるような選手が登場することがなかったが、1980年代後半に入るとイタリアのフランコ・バレージが体格に頼らない的確なポジショニングを生かした守備と、積極的な攻撃参加を得意としたことから「ベッケンバウアーを継承し得る選手」と評された。同時期にはルーマニアのミオドラグ・ベロデディチが「東欧のベッケンバウアー」と呼ばれた。
ベッケンバウアーと同様にバイエルン・ミュンヘンに在籍（2002-2006）した経験があるミヒャエル・バラックは、ベッケンバウアー後継者との評価もあり、彼のニックネームに準え、「kleiner Kaiser」（小さな皇帝）と呼ばれることがある。

## 個人成績

### クラブ
| 年度    | クラブ       | リーグ           | リーグ | リーグ | カップ | カップ | 欧州カップ註1 | 欧州カップ註1 | その他 | その他 | 期間通算 | 期間通算 | 出典          |
| 年度    | クラブ       | リーグ           | 出場   | 得点   | 出場   | 得点   | 出場          | 得点          | 出場   | 得点   | 出場     | 得点     | 出典          |
| ------- | ------------ | ---------------- | ------ | ------ | ------ | ------ | ------------- | ------------- | ------ | ------ | -------- | -------- | ------------- |
| 1963-64 | バイエルン   | レギオナルリーガ | 0      | 0      | -      | -      | -             | -             | 6註2   | 2註2   | 6        | 2        | [ 62 ]        |
| 1964-65 | バイエルン   | レギオナルリーガ | 31     | 16     | -      | -      | -             | -             | 6註2   | 1註2   | 37       | 17       | [ 63 ]        |
| 1965-66 | バイエルン   | ブンデスリーガ   | 33     | 4      | 6      | 1      | -             | -             | -      | -      | 39       | 5        | [ 64 ]        |
| 1966-67 | バイエルン   | ブンデスリーガ   | 33     | 0      | 5      | 0      | 9             | 0             | -      | -      | 47       | 0        | [ 65 ] [ 66 ] |
| 1967-68 | バイエルン   | ブンデスリーガ   | 28     | 4      | 4      | 0      | 7             | 1             | -      | -      | 39       | 5        | [ 66 ] [ 67 ] |
| 1968-69 | バイエルン   | ブンデスリーガ   | 33     | 2      | 5      | 0      | -             | -             | -      | -      | 38       | 2        | [ 68 ]        |
| 1969-70 | バイエルン   | ブンデスリーガ   | 34     | 6      | 3      | 0      | 2             | 0             | -      | -      | 39       | 6        | [ 66 ] [ 69 ] |
| 1970-71 | バイエルン   | ブンデスリーガ   | 33     | 3      | 7      | 1      | 8             | 1             | -      | -      | 48       | 5        | [ 66 ] [ 70 ] |
| 1971-72 | バイエルン   | ブンデスリーガ   | 34     | 6      | 6      | 1      | 7             | 0             | -      | -      | 47       | 7        | [ 66 ] [ 71 ] |
| 1972-73 | バイエルン   | ブンデスリーガ   | 34     | 6      | 3      | 0      | 6             | 1             | -      | -      | 43       | 7        | [ 66 ] [ 72 ] |
| 1973-74 | バイエルン   | ブンデスリーガ   | 34     | 4      | 4      | 0      | 10            | 1             | -      | -      | 48       | 5        | [ 66 ] [ 73 ] |
| 1974-75 | バイエルン   | ブンデスリーガ   | 33     | 1      | 3      | 0      | 7             | 1             | -      | -      | 43       | 2        | [ 66 ] [ 74 ] |
| 1975-76 | バイエルン   | ブンデスリーガ   | 34     | 5      | 7      | 2      | 11            | 0             | -      | -      | 52       | 7        | [ 66 ] [ 75 ] |
| 1976-77 | バイエルン   | ブンデスリーガ   | 33     | 3      | 4      | 0      | 8             | 1             | 2註3   | 0註3   | 45       | 3        | [ 66 ] [ 76 ] |
| 1977    | ニューヨーク | NASL             | 21     | 5      | -      | -      | -             | -             | -      | -      | 21       | 5        | [ 77 ]        |
| 1978    | ニューヨーク | NASL             | 33     | 10     | -      | -      | -             | -             | -      | -      | 33       | 10       | [ 77 ]        |
| 1979    | ニューヨーク | NASL             | 18     | 1      | -      | -      | -             | -             | -      | -      | 18       | 1        | [ 77 ]        |
| 1980    | ニューヨーク | NASL             | 33     | 5      | -      | -      | -             | -             | -      | -      | 33       | 5        | [ 77 ]        |
| 1980-81 | ハンブルガー | ブンデスリーガ   | 18     | 0      | 2      | 0      | 0             | 0             | -      | -      | 20       | 0        | [ 78 ]        |
| 1981-82 | ハンブルガー | ブンデスリーガ   | 10     | 0      | 3      | 0      | 5             | 0             | -      | -      | 18       | 0        | [ 66 ] [ 79 ] |
| 1983    | ニューヨーク | NASL             | 27     | 2      | -      | -      | -             | -             | -      | -      | 27       | 2        | [ 77 ]        |
| 通算    | ドイツ       | ドイツ           | 455    | 60     | 62     | 5      | 80            | 6             | 14     | 3      | 611      | 74       |               |
| 通算    | アメリカ     | アメリカ         | 132    | 23     | -      | -      | -             | -             | -      | -      | 132      | 23       | [ 77 ]        |
| 合計    | 合計         | 合計             | 587    | 83     | 62     | 5      | 80            | 6             | 14     | 3      | 743      | 97       |               |

註1 UEFAチャンピオンズカップ、UEFAカップウィナーズカップ、UEFAカップ、UEFAスーパーカップ
註2 レギオナルリーガ・プレーオフ
註3 インターコンチネンタルカップ

### 代表での成績
出典
| 西ドイツ代表 | 西ドイツ代表 | 西ドイツ代表 | 西ドイツ代表 | 西ドイツ代表 | 西ドイツ代表 | 西ドイツ代表 |
| 年           | 国際大会     | 国際大会     | 親善試合     | 親善試合     | 合計         | 合計         |
| 年           | 出場         | 得点         | 出場         | 得点         | 出場         | 得点         |
| ------------ | ------------ | ------------ | ------------ | ------------ | ------------ | ------------ |
| 1965         | 2            | 0            | 1            | 0            | 3            | 0            |
| 1966         | 6            | 4            | 6            | 3            | 12           | 7            |
| 1967         | 2            | 0            | 3            | 0            | 5            | 0            |
| 1968         | 1            | 0            | 8            | 1            | 9            | 1            |
| 1969         | 4            | 0            | 2            | 0            | 6            | 0            |
| 1970         | 6            | 1            | 6            | 1            | 12           | 2            |
| 1971         | 5            | 0            | 4            | 2            | 9            | 2            |
| 1972         | 4            | 0            | 3            | 0            | 7            | 0            |
| 1973         | 0            | 0            | 10           | 1            | 10           | 1            |
| 1974         | 9            | 0            | 6            | 0            | 15           | 0            |
| 1975         | 3            | 0            | 4            | 0            | 7            | 0            |
| 1976         | 5            | 0            | 2            | 1            | 7            | 1            |
| 1977         | 0            | 0            | 1            | 0            | 1            | 0            |
| 通算         | 47           | 5            | 56           | 9            | 103          | 14           |

### 代表での得点
| #   | 開催日         | 会場                         | 対戦国       | スコア      | 結果 | 大会概要                |
| --- | -------------- | ---------------------------- | ------------ | ----------- | ---- | ----------------------- |
| 1.  | 1966年3月23日  | オランダ、ロッテルダム       | オランダ     | 4-2         | 勝利 | 親善試合                |
| 2.  | 1966年3月23日  | オランダ、ロッテルダム       | オランダ     | 4-2         | 勝利 | 親善試合                |
| 3.  | 1966年5月4日   | アイルランド、ダブリン       | アイルランド | 4-0         | 勝利 | 親善試合                |
| 4.  | 1966年7月12日  | イングランド、シェフィールド | スイス       | 5-0         | 勝利 | 1966 FIFAワールドカップ |
| 5.  | 1966年7月12日  | イングランド、シェフィールド | スイス       | 5-0         | 勝利 | 1966 FIFAワールドカップ |
| 6.  | 1966年7月23日  | イングランド、シェフィールド | ウルグアイ   | 4-0         | 勝利 | 1966 FIFAワールドカップ |
| 7.  | 1966年7月25日  | イングランド、リヴァプール   | ソビエト連邦 | 2-1         | 勝利 | 1966 FIFAワールドカップ |
| 8.  | 1968年6月1日   | 西ドイツ、ハノーファー       | イングランド | 1-0         | 勝利 | 親善試合                |
| 9.  | 1970年6月14日  | メキシコ、レオン             | イングランド | 3-2（延長） | 勝利 | 1970 FIFAワールドカップ |
| 10. | 1970年11月22日 | ギリシャ、アテネ             | ギリシャ     | 3-1         | 勝利 | 親善試合                |
| 11. | 1971年6月22日  | ノルウェー、オスロ           | ノルウェー   | 7-1         | 勝利 | 親善試合                |
| 12. | 1971年6月30日  | デンマーク、コペンハーゲン   | デンマーク   | 3-1         | 勝利 | 親善試合                |
| 13. | 1973年5月12日  | 西ドイツ、ハンブルク         | ブルガリア   | 3-0         | 勝利 | 親善試合                |
| 14. | 1976年10月6日  | ウェールズ、カーディフ       | ウェールズ   | 2-0         | 勝利 | 親善試合                |

## 獲得タイトル

### 選手時代
バイエルン・ミュンヘン
- ブンデスリーガ : 1968-69, 1971-72, 1972-73, 1973-74
- DFBポカール : 1965-66, 1967-68, 1968-69, 1970-71
- UEFAチャンピオンズカップ : 1973-74, 1974-75, 1975-76
- UEFAカップウィナーズカップ : 1966-67
- インターコンチネンタルカップ : 1976

ハンブルガーSV
- ブンデスリーガ : 1981-82

ニューヨーク・コスモス
- 北米サッカーリーグ : 1977, 1978, 1980

西ドイツ代表
- FIFAワールドカップ : 1974
- UEFA欧州選手権 : 1972

### 監督時代
オリンピック・マルセイユ
- ディヴィジオン・アン : 1990-91

バイエルン・ミュンヘン
- ブンデスリーガ : 1993-94
- UEFAカップ : 1995-96

西ドイツ代表
- FIFAワールドカップ : 1990

### 個人タイトル
- バロンドール : 1972, 1976
- バロンドール・ドリームチーム : 2020
- FIFAワールドカップベストヤングプレイヤー : 1966
- ドイツ年間最優秀選手賞 : 1966, 1968, 1974, 1976
- ジルバーネス・ロールベアブラット : 1966, 1967
- 世界最優秀監督（ワールドサッカー誌）: 1990
- 20世紀の偉大なサッカー選手100人 4位（ワールドサッカー誌）
- 国際サッカー歴史統計連盟20世紀世界最優秀選手 3位 （1999年）[56]
- 国際サッカー歴史統計連盟20世紀欧州最優秀選手 2位 （1999年）[56]
- FIFA 100
- ドイツ連邦共和国功労勲章功労十字小綬章(Verdienstkreuz am Bande) : 1976
- ドイツ連邦共和国功労勲章一等功労十字章(Verdienstkreuz 1. Klasse) : 1986
- ドイツ連邦共和国功労勲章大功労十字章(Großes Verdienstkreuz) : 2006
- バイエルン州功労勲章 : 1982
- ニーダーザクセン州一等功労勲章 : 2008
- ノルトライン＝ヴェストファーレン州功労勲章 : 2009

## 著書
- 『わたしにライバルはいない - ベッケンバウアー自伝』（原題:Einer wie ich、鈴木武士翻訳[注 3]、講談社、1976年）
- 『ベッケンバウアー自伝 - 「皇帝」と呼ばれた男』（原題:Ich - Wie es wirklich war、沼尻正之翻訳、中央公論新社、2006年）ISBN 4120037320
- Tour de Franz（Goldmann Wilhelm GmbH、2000年）ISBN 3-442-15016-7
- Nicht nur ein Spiel! （デットマール・クラマーとの共著、Rowohlt Verlag Gmbh、2006年） ISBN 978-3498006402